# Cartili
Cartili (en llatí Cartilius) va ser un jurista romà del temps de Calígula.
Al Digest, el trobem mencionat per Pròcul, que en una qüestió de dret successori prefereix l'opinió de Cartili abans que la de Gai Trebaci Testa.